# Gerhard Herndl
Gerhard J. Herndl (* 1956 in St. Pölten) ist ein österreichischer Zoologe und Meeresbiologe.
Herndl wuchs in Furth bei Göttweig auf und besuchte nach der Volksschule in Furth das Bundesrealgymnasium Krems. 1982 promovierte er bei Erich Abel an der Universität Wien in Zoologie und war als Post-Doktorand am Scripps Institute of Oceanography der University of California, San Diego. 1992 habilitierte er sich an der Universität Wien in Ökologie und war ab 1994 Universitätsassistent in der Abteilung Meeresbiologie des zoologischen Instituts. Von 1997 bis 2008 leitete er die Abteilung biologische Ozeanographie am Netherlands Institute for Sea Research (NIOZ) und war von 1999 bis 2008 Professor für biologische Ozeanographie an der Universität Groningen. 2008 wurde er Universitätsprofessor für Meeresbiologie und aquatische Biologie an der Universität Wien. Von 2014 bis 2018 war er dort Dekan der Fakultät für Lebenswissenschaften. Er ist weiterhin Adjunct Senior Scientist am NIOZ.
Er befasste sich insbesondere mit Mikroben in der Tiefsee, deren Ökologie und Beteiligung an Stoffkreisläufen.
2011 er einen Advanced Grant des ERC und den Wittgenstein-Preis. 2011 wurde er korrespondierendes und 2013 volles Mitglied der Österreichischen Akademie der Wissenschaften. 2017 wurde er Fellow der Association for the Sciences of Limnology and Oceanography (ASLO) und erhielt 2014 deren Hutchinson Award. Er gehört zu den hochzitierten Wissenschaftlern auf seinem Gebiet.

## Schriften (Auswahl)
- mit T. Reinthaler u. a.: Contribution of Archaea to Total Prokaryotic Production in the Deep Atlantic Ocean, Applied and Environmental Microbiology, Band 71, 2005, S. 2303–2309
- mit M. Sogin u. a.: Microbial diversity in the deep sea and the under-explored "rare biosphere", Proc. Nat. Acad. Sci. USA, Band 103, 2006,  S. 12115–12120.
- mit C. Wuchter u. a.: Archaeal nitrification in the ocean, Proc. Nat. Acad. Sci. USA, Band 103, 2006, S. 12317–12322
- mit H. Agogué u. a.: Major gradients in putatively nitrifying and non-nitrifying Archaea in the deep North Atlantic, Nature, Band 456, 2008,  S. 788–791
- mit J. Aristegui, J. M. Gasol, C. M. Duarte: Microbial oceanography of the dark ocean's pelagic realm, Limnology and Oceanography, Band 54, 2009, S. 1501–1529
- mit N. Jiao u. a.: Microbial production of recalcitrant dissolved organic matter: long-term carbon storage in the global ocean, Nature Reviews Microbiology, Band 8, 2010, S. 593–599.
- mit B. K. Swan u. a.: Potential for chemolithoautotrophy among ubiquitous bacteria lineages in the dark ocean, Science, Band 333, 2011, S. 1296–1300.
- mit T. Reinthaler: Microbial control of the dark end of the biological pump, Nature Geoscience, Band 6, 2013, S. 718–724.